# Shih Kien
Shih Kien, ook Sheh Kin en Kien Shih, (石堅, Kanton, 1 januari 1913 – Hongkong, 3 juni 2009) was een Chinees acteur van Kantonese wuxia-films.

## Biografie
Shih Kien was afkomstig uit het district Panyu van de stad Kanton. Doordat hij vooral de rol van slechterik speelde werd zijn naam synoniem met slechterik. In Hongkong werden de slechte daden van een persoon vergeleken met deze van Shih Kien; hoewel het hierbij uiteraard slechts ging om de gedragingen van de personages die hij speelde, en niet om de acteur zelf. Shih Kien stond bekend als een gerespecteerd acteur en was een vriendelijk en aangenaam man.
Zijn werk dateert uit de periode van de zwart-wit wuxia-film. Hij speelde de slechte in bijna alle wuxia klassiekers uit die tijd, zoals Yu Lai Shan Jeung (如來神掌) uit 1964 en Luk Ji Kam Mo (六指琴魔) uit 1965. Later speelde hij ook komische rollen, zoals met Jackie Chan in The Young Master. Hij speelde ook dramatische rollen in niet-wuxia-films als Hong Kong 1941.
In het westen is hij best gekend als de slechterik Han in Bruce Lee's 1973 klassieker Enter the Dragon. Shih Kien was meester in de gevechtssporten en gaf onder meer les aan Lee Koon Hung, grootmeester in de Choy Li Fut.